# Fédération populaire démocratique
La Fédération populaire démocratique(en espagnol : Federación Popular Democrática, abrégé en FPD) est un parti politique espagnole fondé le 13 mars 1975 par l’ancien leader de la CEDA, José María Gil-Robles.
Cette fédération était composée des partis Federación Popular Democrática, Démocratie chrétienne basque (es), Démocratie chrétienne andalouse (es), Partido Popular Democrático de Castilla et Asociación Popular del Oeste. Elle tiens son premier et unique Congrès les 29 et 30 janvier 1977.
Avec la Gauche démocratique (es) de Joaquín Ruiz-Giménez, elle forme la Fédération de la démocratie chrétienne (es) le 27 mars 1977, qui elle-même faisait partie de l’équipe de la démocratie chrétienne de l’État espagnol. Lors des élections législatives espagnoles de 1977, où il n’a obtenu que 1,18 % des voix, il s'auto-dissous peu de temps après.